# Lestodiplosis parricida
Lestodiplosis parricida är en tvåvingeart som beskrevs av Rubsaamen 1906. Lestodiplosis parricida ingår i släktet Lestodiplosis och familjen gallmyggor.
Artens utbredningsområde är Tyskland. Inga underarter finns listade i Catalogue of Life.